# わかやま森林と緑の公社
一般社団法人わかやま森林と緑の公社（わかやまもりとみどりのこうしゃ）は、林業に関係する和歌山県を設立団体とする社団法人。旧称は社団法人和歌山県林業公社。

## 概要
1968年（昭和43年）、和歌山県内の民有林を中心に、森林資源の造成と県土の保全をはかり、農山村地域の振興と住民の福祉の向上に寄与することを目的に設立された。

## 沿革
- 1968年3月 - 社団法人和歌山県林業公社設立。
- 1974年3月 - 造林面積1,000ha。
- 1978年3月 - 造林面積2,000ha。
- 1979年8月 - 和歌山市湊通り丁北一丁目1－8に移転。
- 1983年3月 - 造林面積3,000ha。
- 1990年10月 - 分収育林契約に基づく「緑のオーナー」募集開始。
- 2004年4月 - 名称を社団法人わかやま森林と緑の公社に変更。
- 2005年4月 - 和歌山市和歌浦西二丁目1-22へ移転。

## 事業内容
- 分収造林事業

分収林特別措置法に基づく事業。
- 広葉樹の森造成事業（環境林の整備事業）
- 緑のオーナー推進事業

分収林特別措置法に基づく事業。
- 森林土木事業

## 所在地
- 〒641-0024 和歌山県和歌山市和歌浦西二丁目1-22

和歌山市和歌浦に所在している。隣接地域には、和歌山県土地開発公社や和歌山県立武道館等が立地している。周辺には、紀州東照宮や和歌浦天満宮もある。